# Gray Matter Interactive
A Gray Matter Interactive Studios, Inc. videójáték-fejlesztő céget 1994-ben alapították Xatrix Entertainment néven. A 2000-es évek elején a korábbi Xatrix alkalmazottak az Activision segítségével újraalakították a céget, akkor vették fel a végleges nevüket is. 2002 januárjában a kiadó a teljes céget felvásárolta.
2005-ben a Call of Duty 2: Big Red One fejlesztésének vége felé az Activision összevonta a stúdiót a Treyarch fejlesztőcéggel, így a Return to Castle Wolfensteinért felelős csapat egy része beolvadt, míg a cég alapítója és néhány korábbi vezető máshol keresett állást.

## Xatrix Entertainment időszak
- Cyberia (1994)
- Cyberia 2: Resurrection (1995)
- Redneck Rampage (1997)
- Redneck Deer Huntin' (1997)
- Redneck Rampage Rides Again (1998)
- Quake II: The Reckoning (kiegészítő) (1998)
- Kingpin: Life of Crime (1999)

## Gray Matter időszak
- Tony Hawk's Pro Skater 2 (PC) (2000)
- Return to Castle Wolfenstein (a többjátékos mód fejlesztést a Nerve Software végezte) (2001)
- Call of Duty: United Offensive (kiegészítő) (2004)
- Call of Duty 2: Big Red One (közreműködve a Treyarch vállalattal) (2005)
- Trinity: The Shatter Effect (a fejlesztését az Activision leállította)[1][2]

## Külső hivatkozások
- Hivatalos weboldal archivált változata
- A Gray Matter Interactive Studios a MobyGames adatbázisában